# Graphe de Robertson
Le graphe de Robertson est, en théorie des graphes, un graphe 4-régulier possédant 19 sommets et 38 arêtes.

## Propriétés

### Propriétés générales
Le diamètre du graphe de Robertson, l'excentricité maximale de ses sommets, est 3, son rayon, l'excentricité minimale de ses sommets, est 3 et sa maille, la longueur de son plus court cycle, est 5. Il s'agit d'un graphe 4-sommet-connexe et d'un graphe 4-arête-connexe, c'est-à-dire qu'il est connexe et que pour le rendre déconnecté il faut le priver au minimum de 4 sommets ou de 4 arêtes.

### Coloration
Le nombre chromatique du graphe de Robertson est 3. C'est-à-dire qu'il est possible de le colorer avec 3 couleurs de telle façon que deux sommets reliés par une arête soient toujours de couleurs différentes mais ce nombre est minimal. Il n'existe pas de 2-coloration valide du graphe.
L'indice chromatique du graphe de Robertson est 5. Il existe donc une 5-coloration des arêtes du graphe telle que deux arêtes incidentes à un même sommet soient toujours de couleurs différentes. Ce nombre est minimal.

### Propriétés algébriques
Le groupe d'automorphismes du graphe de Robertson est un groupe d'ordre 24.
Le polynôme caractéristique  de la matrice d'adjacence du graphe de Robertson est : {\displaystyle -(x-4)(x-1)^{2}(x^{2}-3)^{2}(x^{2}+x-5)(x^{2}+x-4)^{2}(x^{2}+x-3)^{2}(x^{2}+x-1)}.